# Szilvia Peter
Szilvia Peter – szwedzka zapaśniczka walcząca w stylu wolnym. Zajęła dwunaste miejsce na mistrzostwach Europy w 2018. Ósma w Pucharze Świata w 2015 i 2017. Wicemistrzyni nordycka w 2018 roku.